# Miji (Prajurit Kulon)
Miji is een bestuurslaag in het regentschap Mojokerto van de provincie Oost-Java, Indonesië. Miji telt 7717 inwoners (volkstelling 2010).